# Mollisia populi
Mollisia populi är en svampart som beskrevs av Bayl. Ell. 1920. Mollisia populi ingår i släktet Mollisia och familjen Dermateaceae.   Inga underarter finns listade i Catalogue of Life.